# Òpera de Lviv
L'Òpera de Lviv està situada a Lviv, a Ucraïna. Va ser construïda entre 1897 i 1900, i era, al principi, anomenada Gran Teatre. És rebatejada amb el nom de la soprano Solomia Kruixelnitska l'any 2000.

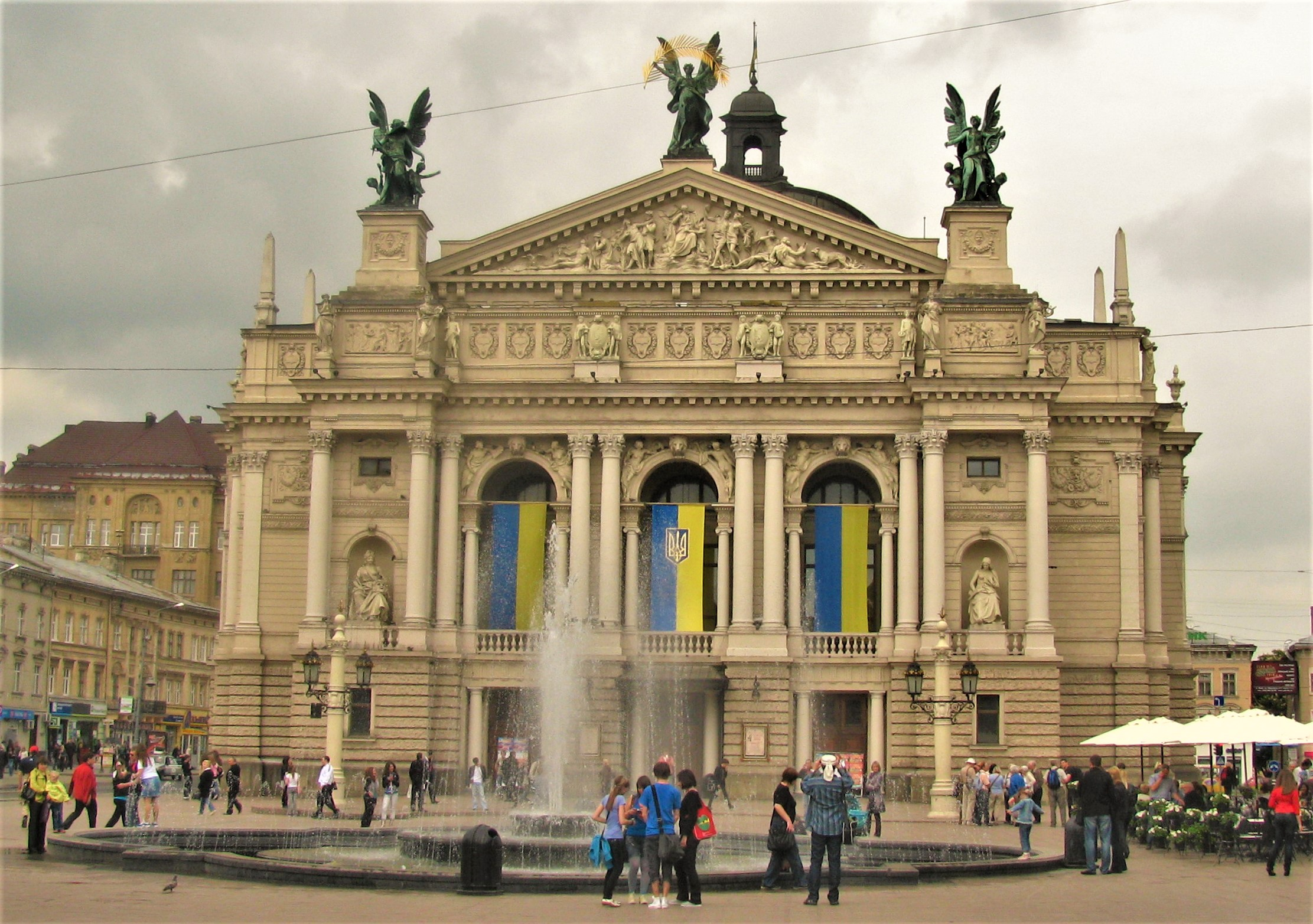
Vista exterior

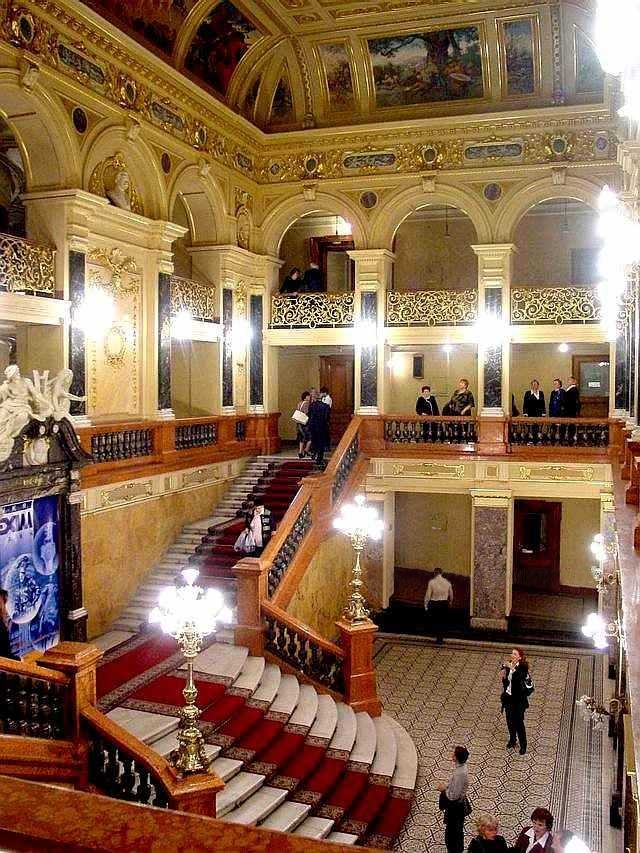
El hall

## Història
La necessitat de disposar d'un teatre ve de finals del segle xix. En aquesta època, Lviv formava part d'Àustria-Hongria, i es diu oficialment Lemberg. És la capital de la província austríaca del Regne de Galitzia i Lodomèria.
El 1895, el director de l'Escola Superior d'Arts i Indústria de Lviv Zygmunt Gorgolewski guanya un concurs amb un projecte atrevit: una òpera sobre el riu Poltva. En el centre de la ciutat que s'està reconstruint completament, unes voltes de formigó cobriran el riu.
Zygmunt Gorgolewski s'encarrega de totes les obres de construcció de terres i de construcció. Els fonaments es confien a l'empresa de l'enginyer Ivan Levinski. La construcció comença el juny de 1897 i té una durada de 3 anys.
El teatre és construït d'estil clàssic, però utilitzant elements arquitectònics d'estil renaixement i barroc, a aquest esperit vienès anomenat pseudo-renaixement. Els ornaments, a l'interior i a l'exterior, evidencien l'art dels escultors (Pëtr Wojtowycz, A. Popel, E. Petch, T. Baroncz) i dels pintors (T. Popel, G. Gerasimovicz, T. Ribkobcki, S. Rosvadovski, C.Dembitskij, Stanislas Reichan.
L'Òpera va obrir el 4 d'octubre de 1900 i és anomenada Gran Teatre. El dia de la inauguració són presents l'escriptor Henryk Sienkiewicz, el compositor Ignacy Jan Paderewski i el pintor Henryk Siemiradzki. L'espectacle d'obertura és l'òpera dramàtica Yanek, de Wladyslaw Żeleński, el tema del qual és la vida dels habitants dels Carpats.
L'any 1934, el teatre tanca a causa de la crisi econòmica. És reobert l'any 1939, i pren el nom de Teatre-òpera nacional de Lviv. L'any 1956, rep el nom d'Ivan Franko i, l'any 1966, el nom d'Acadèmia.
Al final dels anys 1970, es tanca per a reconstrucció, després novament obert l'any 1984.
L'any 1999, en aquest teatre-opera té lloc una trobada de presidents dels països de l'Europa central i occidental.